# アリア・アトキンソン
アリア・シャニー・アトキンソン（Alia Shanee Atkinson, 1988年12月11日 - ）は、ジャマイカ・セント・ジェームズ教区出身の元女子競泳選手。専門は平泳ぎ。競泳の世界タイトルを獲得した史上初の黒人女性であり、世界選手権と世界短水路選手権でメダルを獲得した史上初のジャマイカ人でもある。世界選手権では銀と銅の2つのメダルを獲得、世界短水路選手権では4つの金を含む10個のメダルを獲得した。100m平泳ぎの短水路世界記録保持者、50m平泳ぎの元短水路世界記録保持者。

## 経歴

### 生い立ち
父トウィーズミュアと母シャロンの3番目の子として、ビーチまで30～40分ほどの場所のセント・ジェームズ教区ローハンプトン（Roehampton）に生まれる。ジャマイカには泳げない人が多く、両親は子供たちにそうなってほしくないという理由から水泳をさせた。アトキンソンも3歳で水泳を始め、11歳の時に初めてCARIFTA地域の大会のジャマイカ代表に選出された。その後アトキンソンが12～13歳の頃に一家はアメリカのフロリダに移住した。高校はチャールズ・W・フラナガン高校に進学し、在学中の15歳の時にアテネオリンピックに出場した。

### テキサスA&M大学での活躍
高校時代に水泳で優秀な成績を収めた結果、全額の奨学金を得てテキサスA&M大学に進学。2007年から2010年の4年間でオール・アメリカには19回選出。NCAA選手権では2010年の200ヤード（以下ヤードはyで記載）平泳ぎを2分07秒38で制し、テキサスA&M大学史上2人目のNCAAチャンピオンに輝いた。Big12選手権では100yと200yの平泳ぎで6回（2007年、2008年、2010年）優勝したほか、リレーチームの一員として200yフリーリレー（2010年）、200yメドレーリレー（2008年）、400yメドレーリレー（2007年、2008年）で優勝に貢献した。2010年に心理学の理学士号を取得。教養学部心理学・脳科学科卒業。

### 2011年
10月、グアダラハラで開催されたパンアメリカン大会に出場すると、100mバタフライで1分01秒17、100m平泳ぎで1分09秒11、200m個人メドレーで2分14秒75と3種目でジャマイカ新記録を樹立。200m個人メドレーでは自身の持つジャマイカ記録（2分17秒31）を大幅に更新して銀メダルを獲得した。これは1999年ウィニペグ大会でジャネル・アトキンソンが200m・400m・800m自由形で銀メダルを獲得して以来、ジャマイカ史上4個目のパンアメリカン大会競泳メダルとなった。

### 2012年
7-8月、ロンドンで開催されたオリンピックに出場。100m平泳ぎでは予選と準決勝スイムオフをそれぞれ1分07秒39と1分06秒79のジャマイカ新記録で突破。迎えた決勝では1分06秒93と三度のジャマイカ記録更新とはならず、ルータ・メイルティーテ（1分05秒47）、レベッカ・ソニ（1分05秒55）、鈴木聡美（1分06秒46）に次ぐ4位に終わり、0秒47差でメダルを逃した。しかし、これは2000年シドニー大会の女子400m自由形で4位になったジャネル・アトキンソンと並ぶ、オリンピック競泳種目のジャマイカ勢最高成績となった。なお、もしもメダルを獲得していれば、1980年モスクワ大会の自転車競技男子1000mタイムトライアルで銅メダルを獲得したデヴィッド・ウェラー以来、ジャマイカ史上2個目の陸上競技以外でのメダルという快挙だった。
12月、イスタンブールで開催された世界短水路選手権に出場。50m平泳ぎでは予選と準決勝をジャマイカ新記録（29秒72と29秒62）で突破し、2大会連続の決勝に進出した。決勝では29秒67とややタイムを落としたものの、29秒44の大会新記録で優勝したルータ・メイルティーテに次ぐ2位に入り、母国ジャマイカに世界短水路選手権初のメダルをもたらした。100m平泳ぎでは決勝で1分03秒80のジャマイカ新記録を樹立し、レベッカ・ソニが持つ大会記録（2010年に1分03秒98）を上回るとともに1分04秒の壁を破る史上6人目の選手となったが、ルータ・メイルティーテがこの記録を更に上回る1分03秒52で優勝したため50mに続き銀メダルに終わった。

### 2014年
7月、グラスゴーで開催されたコモンウェルスゲームズに出場。50m平泳ぎでは予選と準決勝で2度の大会新記録を樹立（30秒49秒と30秒17秒）。金メダルが期待された決勝は30秒67とタイムを落とし、前回王者のリーストン・ピケットに0秒08及ばず銀メダルに終わった。しかし、これは1934年ロンドン大会の男子200y平泳ぎで銀メダルを獲得したウィリアム・マッカーティ、2002年マンチェスター大会の女子400mと800m自由形で銅メダルを獲得したジャネル・アトキンソンに次ぐ、ジャマイカ史上4個目のコモンウェルスゲームズ競泳メダルとなった。200m平泳ぎでは決勝で自身の持つジャマイカ記録（2分25秒52）を更新する2分25秒48をマークしたが、メダルに0秒48届かず7位に終わった。100m平泳ぎでは準決勝を全体1位の1分06秒87で突破したが、決勝は1分08秒14とタイムを落とし、ソフィー・テイラー（1分06秒35）、ローナ・トンクス（1分07秒34）に次ぐ銅メダルに終わった。
12月、ドーハで開催された世界短水路選手権に出場。50m平泳ぎでは決勝で自身の持つジャマイカ記録を0秒03更新する28秒91を記録したが、前回王者ルータ・メイルティーテに0秒07及ばず金メダルを逃した。100m平泳ぎではメイルティーテの持つ世界記録1分02秒36と並ぶ短水路世界タイ記録を樹立し、前回王者メイルティーテに0秒10差で競り勝ち初優勝を成し遂げた。これは黒人女性初の世界タイトル獲得、ジャマイカ人初の世界選手権タイトル獲得という快挙だった。

### 2015年

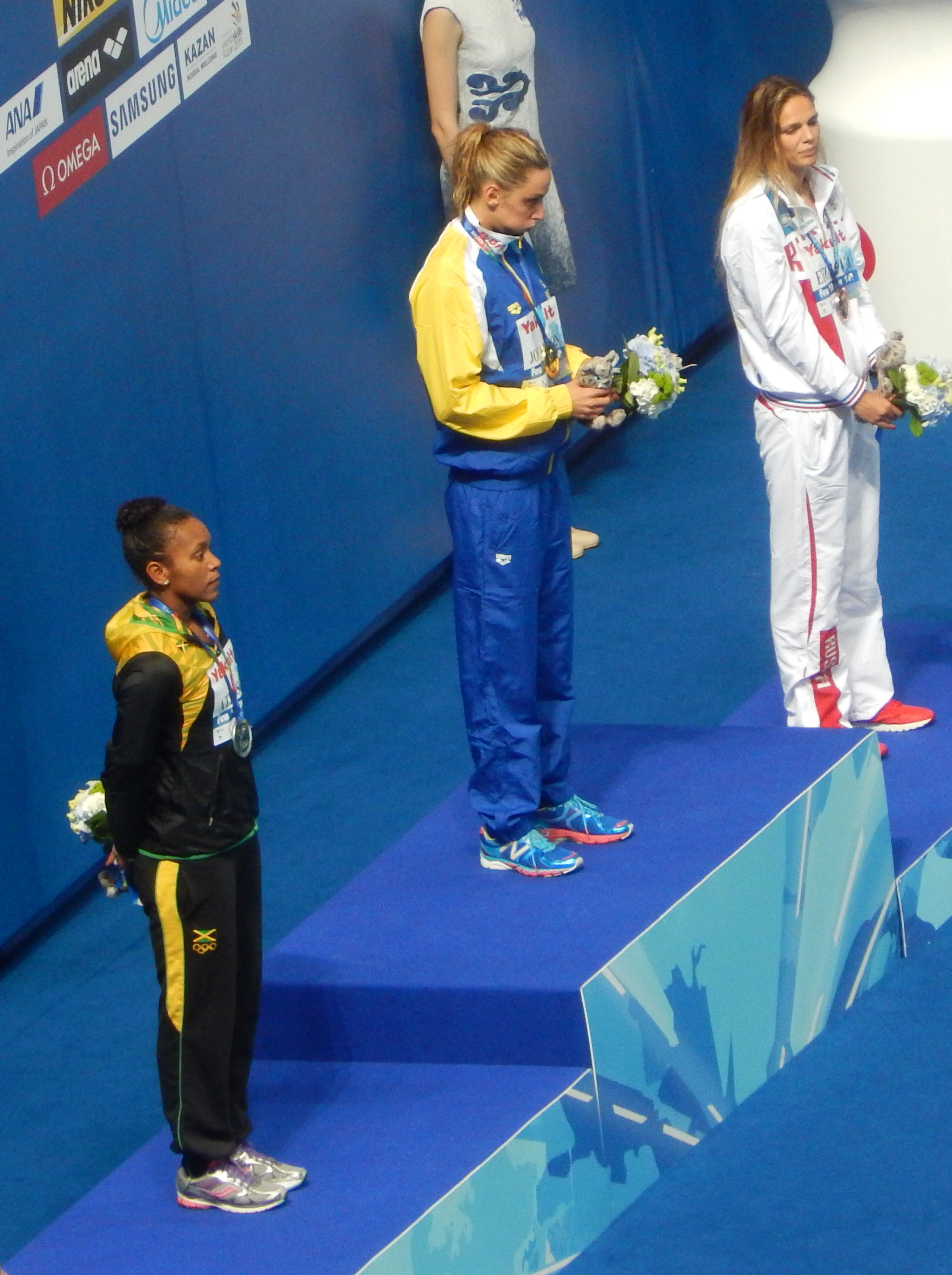
カザン世界選手権女子50m平泳ぎの表彰式

8月、カザンで開催された世界選手権に出場。100m平泳ぎでは準決勝をジャマイカ新記録及び全体3位の記録となる1分06秒21で突破し、この種目でCARIFTA地域の女子選手初となる決勝に進出した。迎えた決勝ではユリア・エフィモワ（1分05秒66）、ルータ・メイルティーテ（1分06秒36）には及ばなかったものの、4位の渡部香生子に0秒01差で先着する1分06秒42で銅メダルを獲得した。これはジャマイカが長水路の世界選手権で獲得した史上初のメダルという快挙だった。50m平泳ぎは決勝で30秒11のジャマイカ新記録を樹立し、ジェニー・ヨハンソン（30秒05）に次いで銀メダルを獲得した。

### 2016年
8月、リオデジャネイロで開催されたオリンピックに出場すると、100m平泳ぎで2大会連続の決勝に進出した。しかし、決勝ではリリー・キングが1分04秒93のオリンピック新記録で優勝する中、自己ベストの1分05秒93からは程遠い1分08秒10で8位に終わった。
同月、ワールドカップ（短水路）のシャルトル＝パリ大会に出場し、100m平泳ぎで1分02秒36の短水路世界タイ記録を樹立。2013年のルータ・メイルティーテ、2014年の自身の記録と並んだ。
10月、ワールドカップ（短水路）の東京大会に出場し、50m平泳ぎで28秒64の短水路世界新記録を樹立。ジェシカ・ハーディが持つ世界記録を7年ぶりに0秒16更新した。
12月、ウィンザーで開催された世界短水路選手権に出場すると、50m平泳ぎでは優勝したリリー・キング（28秒92）と0秒09差の2位に終わり、2大会連続の銀メダルに終わった。100m個人メドレーはホッスー・カティンカ（57秒24）、エミリー・シーボーム（57秒97）に次ぐ3位（58秒04）に入り、この種目では自身初となるメダルを獲得した。前回王者として登場した100m平泳ぎはリリー・キングを0秒32抑え、1分03秒03で連覇を達成した。

### 2018年
10月、ワールドカップ（短水路）のブダペスト大会に出場し、50m平泳ぎで自身の持つ短水路世界記録を0秒08更新する28秒56を記録した。この記録は2022年にルータ・メイルティーテによって更新された（28秒37）。
12月、杭州で開催された世界短水路選手権に出場。50m平泳ぎは2位のルータ・メイルティーテに0秒33差をつける29秒05で制し、この種目で自身初となると金メダルを獲得した。100m個人メドレーはカティンカ・ホッスー（57秒26秒）、今井月（57秒85秒）に次ぐ58秒11で3位に入り、2大会連続で銅メダルを獲得した。100平泳ぎはケイティ・マイリを0秒12抑え、1分03秒51で3連覇を達成した。

### 2019年
7月、光州で開催された世界選手権に出場すると、50m平泳ぎでは決勝で30秒34の4位に終わり、2015年大会以来のメダルを0秒19差で逃した。

### 2021年
12月、アブダビで開催された世界短水路選手権に出場。連覇のかかった50m平泳ぎは予選を29秒55の全体1位で突破したが、準決勝でフィニッシュ直前にドルフィンキックをして失格となった。4連覇のかかった100m平泳ぎは5大会連続の決勝に進出するも1分04秒03で4位に終わり、0秒11差で5大会連続のメダルを逃した。このレース後に自身のインスタグラムで現役引退を発表した。

### 引退後
2022年6月、世界水泳連盟の初代アスリート委員会・委員長に就任した。

## 人物
- 現役時代から「ジャマイカを水泳の世界地図に載せること。ジャマイカの水泳に対するインフラ支援の改善を訴え、次のレベルに引き上げること」などを目標に掲げている[43]。
- 尊敬する女性アスリートは競泳選手だとホッスー・カティンカとラノミ・クロモウィジョジョ、競泳選手以外では陸上選手のシェリー＝アン・フレーザー＝プライス[44]。
- 将来コーチの仕事に携わるのかという質問に対し、自分はコーチに向いておらず、水泳クリニックなどに携わることはあっても1つの場所に留まって本格的にコーチをすることはないと答えている[45]。
- これまで旅行した中で一番好きな場所は何処かという質問に対し、日本とシンガポールと答えている[45]。
- 一番好きな食べ物は母親の料理。それ以外ではアジア料理がお気に入り[45]。
- 一番好きなジャマイカ料理はソルトフィッシュ[45]。
- 2000年シドニーオリンピックの女子400m自由形で4位になったジャネル・アトキンソン（英語版）と血縁関係はない[1]。

## 家族
- 父のトウィーズミュアは元陸上選手。カラバー高校（英語版）時代に円盤投と砲丸投のクラス1記録を樹立した選手で、1969年のチャンプス（英語版）（ジャマイカの全国高校陸上選手権）では両種目で優勝した実績を誇る[46]。
- 母のシャロンは2013年にアトキンソンのマネージャーになり、大会へのエントリーやフライトの手続きなどの業務を担いアトキンソンを支えた[1]。
- 兄のアディは優秀な平泳ぎの選手で、アトキンソンも尊敬する兄の背中を追っていた。アディは18歳で競泳を引退して航空の道へ進んだが、2009年に飛行機事故で亡くなった[1]。
- 姉のサンニカは医師[1]。
- 母方のおじのカール・スミス（英語版）は1984年ロサンゼルスオリンピックの陸上ジャマイカ代表選手[47]。

## 栄誉

### 旗手
- 2007年パンアメリカン大会・開会式[3]
- 2018年コモンウェルスゲームズ・開会式[48]

### アワード
- ジャマイカ・スポーツウーマン・オブ・ザ・イヤー（英語版）
  - 2014年（競泳選手の受賞は史上3人目）[注釈 1]
  - 2017年[50]
  - 2018年[51]

- Swammy Award（英語版） - 中央アメリカ・カリブ海女性スイマー・オブ・ザ・イヤー
  - 2014年[52]
  - 2015年[53]
  - 2016年[54]
  - 2018年[55]
  - 2019年[56]
  - 2020年[57]

### その他
- 2018年 - ジャマイカ総督からジャマイカ勲章（英語版）第六位を授与された[58]
- 2019年 - テキサスA&M大学アスレチックス殿堂入り[5]
- 2021年 - 西インド諸島大学から名誉法学博士号を授与された[59]

## 成績

### 世界大会
世界水泳連盟のウェブサイト参照
| 年             | 大会             | 場所               | 種目                    | 結果           | 記録           | 泳順           | 備考            |
| ジャマイカ代表 | ジャマイカ代表   | ジャマイカ代表     | ジャマイカ代表          | ジャマイカ代表 | ジャマイカ代表 | ジャマイカ代表 | ジャマイカ代表  |
| -------------- | ---------------- | ------------------ | ----------------------- | -------------- | -------------- | -------------- | --------------- |
| 2004           | オリンピック     | アテネ             | 50m自由形               | 予選44位       | 27秒21         |                |                 |
| 2004           | オリンピック     | アテネ             | 100m平泳ぎ              | 予選32位       | 1分12秒53      |                | 自己ベスト      |
| 2004           | 世界短水路選手権 | インディアナポリス | 50m自由形               | 予選39位       | 27秒70         |                |                 |
| 2004           | 世界短水路選手権 | インディアナポリス | 100m自由形              | 予選35位       | 59秒24         |                |                 |
| 2004           | 世界短水路選手権 | インディアナポリス | 200m自由形              | 予選32位       | 2分16秒41      |                |                 |
| 2004           | 世界短水路選手権 | インディアナポリス | 50m平泳ぎ               | 予選17位       | 33秒41         |                |                 |
| 2004           | 世界短水路選手権 | インディアナポリス | 100m平泳ぎ              | 予選19位       | 1分12秒12      |                |                 |
| 2004           | 世界短水路選手権 | インディアナポリス | 200m平泳ぎ              | 予選24位       | 2分43秒79      |                |                 |
| 2004           | 世界短水路選手権 | インディアナポリス | 100m個人メドレー        | 予選22位       | 1分06秒13      |                |                 |
| 2004           | 世界短水路選手権 | インディアナポリス | 200m個人メドレー        | 予選21位       | 2分30秒38      |                |                 |
| 2004           | 世界短水路選手権 | インディアナポリス | 400m個人メドレー        | 予選17位       | 5分10秒82      |                |                 |
| 2005           | 世界選手権       | モントリオール     | 100m自由形              | 予選46位       | 59秒61         |                |                 |
| 2005           | 世界選手権       | モントリオール     | 200m自由形              | 予選45位       | 2分08秒62      |                |                 |
| 2005           | 世界選手権       | モントリオール     | 50m平泳ぎ               | 予選24位       | 33秒26         |                |                 |
| 2005           | 世界選手権       | モントリオール     | 100m平泳ぎ              | 予選36位       | 1分13秒21      |                |                 |
| 2005           | 世界選手権       | モントリオール     | 200m平泳ぎ              | 予選36位       | 2分44秒17      |                |                 |
| 2005           | 世界選手権       | モントリオール     | 50mバタフライ           | 予選46位       | 29秒80         |                |                 |
| 2005           | 世界選手権       | モントリオール     | 200m個人メドレー        | 予選27位       | 2分26秒08      |                |                 |
| 2005           | 世界選手権       | モントリオール     | 400m個人メドレー        | 予選31位       | 5分09秒72      |                |                 |
| 2008           | オリンピック     | 北京               | 200m平泳ぎ              | 予選25位       | 2分29秒53      |                | ジャマイカ記録  |
| 2010           | 世界短水路選手権 | ドバイ             | 50m平泳ぎ               | 6位            | 30秒22         |                |                 |
| 2010           | 世界短水路選手権 | ドバイ             | 100m平泳ぎ              | 準決勝9位      | 1分06秒05      |                |                 |
| 2010           | 世界短水路選手権 | ドバイ             | 200m平泳ぎ              | 8位            | 2分25秒49      |                |                 |
| 2010           | 世界短水路選手権 | ドバイ             | 100m個人メドレー        | 予選41位       | 1分04秒64      |                |                 |
| 2012           | オリンピック     | ロンドン           | 50m自由形               | 予選37位       | 25秒98         |                |                 |
| 2012           | オリンピック     | ロンドン           | 100m平泳ぎ              | 4位            | 1分06秒93      |                |                 |
| 2012           | オリンピック     | ロンドン           | 200m平泳ぎ              | 予選27位       | 2分28秒77      |                | ジャマイカ記録  |
| 2012           | 世界短水路選手権 | イスタンブール     | 50m平泳ぎ               | 銀メダル       | 29秒67         |                |                 |
| 2012           | 世界短水路選手権 | イスタンブール     | 100m平泳ぎ              | 銀メダル       | 1分03秒80      |                | 世界歴代6位     |
| 2012           | 世界短水路選手権 | イスタンブール     | 200m平泳ぎ              | 8位            | 2分21秒64      |                |                 |
| 2012           | 世界短水路選手権 | イスタンブール     | 100m個人メドレー        | 4位            | 58秒85         |                |                 |
| 2013           | 世界選手権       | バルセロナ         | 50m平泳ぎ               | 準決勝12位     | 31秒27         |                |                 |
| 2013           | 世界選手権       | バルセロナ         | 100m平泳ぎ              | 準決勝9位      | 1分07秒63      |                |                 |
| 2013           | 世界選手権       | バルセロナ         | 200m平泳ぎ              | 予選22位       | 2分31秒49      |                |                 |
| 2014           | 世界短水路選手権 | ドーハ             | 50m平泳ぎ               | 銀メダル       | 28秒91         |                | ジャマイカ記録  |
| 2014           | 世界短水路選手権 | ドーハ             | 100m平泳ぎ              | 金メダル       | 1分02秒36      |                | 世界タイ記録    |
| 2014           | 世界短水路選手権 | ドーハ             | 200m平泳ぎ              | 予選10位       | 2分20秒08      |                |                 |
| 2014           | 世界短水路選手権 | ドーハ             | 100m個人メドレー        | 4位            | 58秒58         |                |                 |
| 2015           | 世界選手権       | カザン             | 50m平泳ぎ               | 銀メダル       | 30秒11         |                | ジャマイカ記録  |
| 2015           | 世界選手権       | カザン             | 100m平泳ぎ              | 銅メダル       | 1分06秒42      |                |                 |
| 2015           | 世界選手権       | カザン             | 50mバタフライ           | 予選31位       | 27秒01         |                |                 |
| 2016           | オリンピック     | リオデジャネイロ   | 100m平泳ぎ              | 8位            | 1分08秒10      |                |                 |
| 2016           | 世界短水路選手権 | ウィンザー         | 50m平泳ぎ               | 銀メダル       | 29秒11         |                |                 |
| 2016           | 世界短水路選手権 | ウィンザー         | 100m平泳ぎ              | 金メダル       | 1分03秒03      |                |                 |
| 2016           | 世界短水路選手権 | ウィンザー         | 200m平泳ぎ              | 予選20位       | 2分26秒21      |                |                 |
| 2016           | 世界短水路選手権 | ウィンザー         | 100m個人メドレー        | 銅メダル       | 58秒04         |                |                 |
| 2018           | 世界短水路選手権 | 杭州               | 50m平泳ぎ               | 金メダル       | 29秒05         |                |                 |
| 2018           | 世界短水路選手権 | 杭州               | 100m平泳ぎ              | 金メダル       | 1分03秒51      |                |                 |
| 2018           | 世界短水路選手権 | 杭州               | 100m個人メドレー        | 銅メダル       | 58秒11         |                |                 |
| 2019           | 世界選手権       | 光州               | 50m平泳ぎ               | 4位            | 30秒34         |                |                 |
| 2019           | 世界選手権       | 光州               | 100m平泳ぎ              | 準決勝11位     | 1分07秒11      |                |                 |
| 2019           | 世界選手権       | 光州               | 50mバタフライ           | 予選36位       | 27秒49         |                |                 |
| 2021           | オリンピック     | 東京               | 100m平泳ぎ              | 予選22位       | 1分07秒70      |                |                 |
| 2021           | 世界短水路選手権 | アブダビ           | 50m平泳ぎ               | 準決勝失格     | DSQ            |                | 予選1位：29秒55 |
| 2021           | 世界短水路選手権 | アブダビ           | 100m平泳ぎ              | 4位            | 1分04秒03      |                |                 |
| 2021           | 世界短水路選手権 | アブダビ           | 混合4x50mフリーリレー   | 予選13位       | 1分37秒82      | 2泳            |                 |
| 2021           | 世界短水路選手権 | アブダビ           | 混合4x50mメドレーリレー | 予選17位       | 1分45秒62      | 2泳            |                 |

### 大学の主要大会
yはヤードを意味する。全て短水路の記録。
| 年              | 大会            | 場所                   | 種目                 | 結果            | 記録            | 泳順            | 備考            | 脚注            |
| テキサスA&M大学 | テキサスA&M大学 | テキサスA&M大学        | テキサスA&M大学      | テキサスA&M大学 | テキサスA&M大学 | テキサスA&M大学 | テキサスA&M大学 | テキサスA&M大学 |
| --------------- | --------------- | ---------------------- | -------------------- | --------------- | --------------- | --------------- | --------------- | --------------- |
| 2007            | Big 12選手権    | カレッジステーション   | 50y自由形            | 銅メダル        | 22秒94          |                 |                 | [ 64 ]          |
| 2007            | Big 12選手権    | カレッジステーション   | 100y平泳ぎ           | 金メダル        | 1分00秒29       |                 |                 | [ 64 ]          |
| 2007            | Big 12選手権    | カレッジステーション   | 200y平泳ぎ           | 金メダル        | 2分10秒89       |                 |                 | [ 64 ]          |
| 2007            | Big 12選手権    | カレッジステーション   | 4x50yメドレーリレー  | 銀メダル        | 1分38秒68       | 2泳             |                 | [ 64 ]          |
| 2007            | Big 12選手権    | カレッジステーション   | 4x100yメドレーリレー | 金メダル        | 3分35秒12       | 2泳             | 大会記録        | [ 64 ]          |
| 2007            | NCAA選手権      | ミネアポリス           | 50y自由形            | 予選44位        | 23秒08          |                 |                 | [ 65 ]          |
| 2007            | NCAA選手権      | ミネアポリス           | 100y平泳ぎ           | B決勝1位        | 1分00秒87       |                 |                 | [ 65 ]          |
| 2007            | NCAA選手権      | ミネアポリス           | 200y平泳ぎ           | B決勝8位        | 2分15秒19       |                 |                 | [ 65 ]          |
| 2007            | NCAA選手権      | ミネアポリス           | 4x50yフリーリレー    | 6位             | 1分29秒60       | 3泳             |                 | [ 65 ]          |
| 2007            | NCAA選手権      | ミネアポリス           | 4x50yメドレーリレー  | 6位             | 1分38秒97       | 2泳             |                 | [ 65 ]          |
| 2007            | NCAA選手権      | ミネアポリス           | 4x100yメドレーリレー | 7位             | 3分39秒30       | 2泳             |                 | [ 65 ]          |
| 2008            | Big 12選手権    | オースティン           | 50y自由形            | ―               | 23秒21          |                 |                 | [ 66 ]          |
| 2008            | Big 12選手権    | オースティン           | 100y平泳ぎ           | 金メダル        | 1分00秒68       |                 |                 | [ 66 ]          |
| 2008            | Big 12選手権    | オースティン           | 200y平泳ぎ           | 金メダル        | 2分11秒77       |                 |                 | [ 66 ]          |
| 2008            | Big 12選手権    | オースティン           | 100yバタフライ       | 銅メダル        | 54秒13          |                 |                 | [ 66 ]          |
| 2008            | Big 12選手権    | オースティン           | 4x50yメドレーリレー  | 金メダル        | 1分38秒76       | 2泳             |                 | [ 66 ]          |
| 2008            | Big 12選手権    | オースティン           | 4x100yメドレーリレー | 金メダル        | 3分35秒53       | 2泳             | 大会記録        | [ 66 ]          |
| 2008            | NCAA選手権      | コロンバス             | 50y自由形            | 予選47位        | 23秒11          |                 |                 | [ 67 ]          |
| 2008            | NCAA選手権      | コロンバス             | 100y平泳ぎ           | 7位             | 1分01秒19       |                 |                 | [ 67 ]          |
| 2008            | NCAA選手権      | コロンバス             | 200y平泳ぎ           | 銅メダル        | 2分09秒48       |                 |                 | [ 67 ]          |
| 2008            | NCAA選手権      | コロンバス             | 4x50yメドレーリレー  | 銅メダル        | 1分37秒72       | 2泳             |                 | [ 67 ]          |
| 2008            | NCAA選手権      | コロンバス             | 4x100yメドレーリレー | B決勝1位        | 3分33秒88       | 2泳             |                 | [ 67 ]          |
| 2009            | Big 12選手権    | コロンビア             | 200y平泳ぎ           | C決勝1位        | 2分17秒17       |                 |                 | [ 68 ]          |
| 2010            | Big 12選手権    | カレッジステーション   | 100y平泳ぎ           | 金メダル        | 59秒80          |                 | 大会記録        | [ 69 ]          |
| 2010            | Big 12選手権    | カレッジステーション   | 200y平泳ぎ           | 金メダル        | 2分08秒07       |                 | 大会記録        | [ 69 ]          |
| 2010            | Big 12選手権    | カレッジステーション   | 200y個人メドレー     | 銅メダル        | 1分58秒13       |                 |                 | [ 69 ]          |
| 2010            | Big 12選手権    | カレッジステーション   | 4x50yフリーリレー    | 金メダル        | 1分29秒31       | 2泳             |                 | [ 69 ]          |
| 2010            | Big 12選手権    | カレッジステーション   | 4x50yメドレーリレー  | 銀メダル        | 1分38秒70       | 2泳             |                 | [ 69 ]          |
| 2010            | Big 12選手権    | カレッジステーション   | 4x100yメドレーリレー | 銀メダル        | 3分33秒91       | 2泳             |                 | [ 69 ]          |
| 2010            | NCAA選手権      | ウェストラファイエット | 100y平泳ぎ           | 6位             | 59秒91          |                 |                 | [ 70 ]          |
| 2010            | NCAA選手権      | ウェストラファイエット | 200y平泳ぎ           | 金メダル        | 2分07秒38       |                 |                 | [ 70 ]          |
| 2010            | NCAA選手権      | ウェストラファイエット | 200y個人メドレー     | 予選35位        | 2分00秒00       |                 |                 | [ 70 ]          |
| 2010            | NCAA選手権      | ウェストラファイエット | 4x50yフリーリレー    | 4位             | 1分29秒02       | 4泳             |                 | [ 70 ]          |
| 2010            | NCAA選手権      | ウェストラファイエット | 4x50yメドレーリレー  | B決勝1位        | 1分38秒27       | 2泳             |                 | [ 70 ]          |
| 2010            | NCAA選手権      | ウェストラファイエット | 4x100yメドレーリレー | 4位             | 3分33秒06       | 2泳             |                 | [ 70 ]          |

## 記録

### 樹立した短水路世界記録
|   | 種目       | 記録      | 日付           | 大会             | 場所       | 備考       | 脚注          |
| - | ---------- | --------- | -------------- | ---------------- | ---------- | ---------- | ------------- |
| 1 | 100m平泳ぎ | 1分02秒36 | 2014年12月6日  | 世界短水路選手権 | ドーハ     | 世界記録   | [ 22 ]        |
| 2 | 100m平泳ぎ | 1分02秒36 | 2016年8月26日  | ワールドカップ   | シャルトル | 世界記録   | [ 28 ]        |
| 3 | 50m平泳ぎ  | 28秒64    | 2016年10月26日 | ワールドカップ   | 東京       | 元世界記録 | [ 29 ]        |
| 4 | 50m平泳ぎ  | 28秒56    | 2018年10月6日  | ワールドカップ   | ブダペスト | 元世界記録 | [ 33 ] [ 34 ] |

### 自己ベスト
世界水泳連盟のウェブサイト参照

#### 長水路
| 種目             | 記録      | 日付           | 大会                             | 場所                   | 備考           |
| ---------------- | --------- | -------------- | -------------------------------- | ---------------------- | -------------- |
| 50m自由形        | 25秒47    | 2018年7月25日  | 中央アメリカ・カリブ海競技大会   | バランキージャ         | ジャマイカ記録 |
| 100m自由形       | 55秒35    | 2017年7月28日  | FG Senior Championships          | コーラルスプリングス   | ジャマイカ記録 |
| 200m自由形       | 2分02秒54 | 2016年1月16日  | ST Arena Pro Swim at Austin      | オースティン           |                |
| 50m背泳ぎ        | 29秒94    | 2012年6月23日  | Swim Fort Lauderdale Internati   | フォートローダーデール | ジャマイカ記録 |
| 100m背泳ぎ       | 1分04秒04 | 2016年3月12日  | FG Southern Zone South Sectional | プランテーション       | ジャマイカ記録 |
| 50m平泳ぎ        | 30秒11    | 2015年8月9日   | 世界選手権                       | カザン                 | ジャマイカ記録 |
| 100m平泳ぎ       | 1分05秒93 | 2015年11月6日  | ワールドカップ                   | ドバイ                 | ジャマイカ記録 |
| 200m平泳ぎ       | 2分25秒48 | 2014年7月26日  | コモンウェルスゲームズ           | グラスゴー             | ジャマイカ記録 |
| 50mバタフライ    | 26秒54    | 2018年7月25日  | 中央アメリカ・カリブ海競技大会   | バランキージャ         | ジャマイカ記録 |
| 100mバタフライ   | 59秒94    | 2017年7月7日   | FL Southern Zone So Sectional    | ペンブロークパインズ   | ジャマイカ記録 |
| 200m個人メドレー | 2分14秒75 | 2011年10月18日 | パンアメリカン競技大会           | グアダラハラ           | ジャマイカ記録 |
| 400m個人メドレー | 5分09秒72 | 2005年7月31日  | 世界選手権                       | モントリオール         |                |

#### 短水路
| 種目             | 記録      | 日付           | 大会             | 場所               | 備考                       |
| ---------------- | --------- | -------------- | ---------------- | ------------------ | -------------------------- |
| 50m自由形        | 24秒65    | 2014年9月29日  | ワールドカップ   | 香港               | ジャマイカ記録             |
| 100m自由形       | 56秒16    | 2016年8月27日  | ワールドカップ   | シャルトル         | ジャマイカ記録             |
| 200m自由形       | 2分16秒41 | 2004年10月11日 | 世界短水路選手権 | インディアナポリス |                            |
| 50m背泳ぎ        | 27秒37    | 2014年9月29日  | ワールドカップ   | 香港               | ジャマイカ記録             |
| 50m平泳ぎ        | 28秒56    | 2018年10月6日  | ワールドカップ   | ブダペスト         | 元世界記録、ジャマイカ記録 |
| 100m平泳ぎ       | 1分02秒36 | 2014年12月6日  | 世界短水路選手権 | ドーハ             | 世界記録                   |
| 100m平泳ぎ       | 1分02秒36 | 2016年8月26日  | ワールドカップ   | シャルトル         | 世界記録                   |
| 200m平泳ぎ       | 2分17秒84 | 2014年11月2日  | ワールドカップ   | シンガポール       | ジャマイカ記録             |
| 50mバタフライ    | 25秒86    | 2016年8月31日  | ワールドカップ   | ベルリン           | ジャマイカ記録             |
| 100mバタフライ   | 57秒13    | 2020年11月14日 | ISL・準決勝      | ブダペスト         | ジャマイカ記録             |
| 100m個人メドレー | 57秒84    | 2016年8月27日  | ワールドカップ   | シャルトル         | ジャマイカ記録             |
| 200m個人メドレー | 2分07秒30 | 2013年10月20日 | ワールドカップ   | ドーハ             | ジャマイカ記録             |
| 400m個人メドレー | 5分10秒82 | 2004年10月7日  | 世界短水路選手権 | インディアナポリス | 元ジャマイカ記録           |